# كريس تافت
كريس تافت (بالإنجليزية: Chris Taft)‏ مواليد 10 مارس 1985 في بروكلين، نيويورك، هو لاعب كرة سلة أمريكي بدأ مسيرته الاحترافية في سنة 2005. تم اختياره من قبل فريق غولدن ستايت ووريورز خلال الدرافت ويحمل الرقم 23. اعتزل اللعب في 2013.

## روابط خارجية
- كريس تافت على موقع إن بي أي (الإنجليزية)
- كريس تافت على موقع سبورتس رفرنس (الإنجليزية)
- كريس تافت على موقع كرة السلة الأوروبية.كوم (الإنجليزية)
- كريس تافت على موقع كلية كرة السلة في سبورتس رفرنس.كوم (الإنجليزية)
- كريس تافت على موقع ريلجم (الإنجليزية)
- كريس تافت على موقع بروبوليرز (الإنجليزية)
- كريس تافت على موقع سبورتس رفرنس (الإنجليزية)